# Els somiadors
Els somiadors (títol original en anglès: The Dreamers) és una pel·lícula de drama romàntic de Bernardo Bertolucci, de l'any 2003, coproduïda pel Regne Unit, França i Itàlia. Està basada en la novel·la de 1988; The Holy Innocents de Gilbert Adain que també n'és el guionista. Una coproducció internacional d'empreses de França, el Regne Unit i Itàlia. Està situada en el context de la revolta estudiantil de París de 1968. La pel·lícula es va doblar i subtitular al català.
| «                          | Oubliez tout ce que vous avez appris. Commencez par rêver / Oblidau tot el que heu après. Començau per somiar. | » |
| — Pintada del Maig francès | |   |

## Argument
En Matthew, un estudiant d'intercanvi estatunidenc, ha anat a París per aprendre el francès però malgrat que ja fa alguns mesos que viu al nou país, on encara s'hi ha d'estar tot un any, no ha aconseguit fer cap amic. Com a gran cinèfil que és, en Matthew passa gran part del seu temps al cinema fins que enmig d'una manifestació coneix una francesa, n'Isabelle, i el seu germà en Théo. Els tres joves comparteixen una àvida passió pel cinema, especialment pel que fa a les pel·lícules clàssiques. Mentre la seva amistat s'aprofundeix, en Matthew pren consciència de la inusual relació que uneix els dos germans, pregonada per una intimitat compartida a l'extrem, i s'endinsa progressivament en el seu idíl·lic i particular món. El jove americà a poc a poc s'enamora dels germans, i tots tres s'acaben aïllant gradualment d'una realitat acaparada pels aldarulls estudiantils del maig del 1968, uns esdeveniments que cada cop els queden més llunyans. Això no obstant, una sobtada destrucció del seu món oníric posa punt final a la seva platònica relació i els joves es veuen aleshores obligats a encarar-se amb la crua i convulsa realitat del Maig francès.

## Repartiment
- Michael Pitt: Matthew
- Eva Green: Isabelle
- Louis Garrel: Théo
- Robin Renucci: pare
- Anna Chancellor: mare

## Producció
El primer esborrany del guió va ser una adaptació de Gilbert Adair de la seva pròpia novel·la, The Holy Innocents (1988), inspirada en la novel·la Els infants terribles (1929) de Jean Cocteau i la pel·lícula homònima dirigida per Jean-Pierre Melville el 1950. Durant la preproducció, Bertolucci va fer-hi canvis: va "arreglar la narració amb clips de les pel·lícules que estima" i va deixar caure el contingut homosexual, incloses escenes de la novel·la que representen Matthew i Théo fent sexe, que considerava que era "excés". ." Després de l'estrena de la pel·lícula, va dir que era "fidel a l'esperit del llibre però no a la lletra".
Eva Green va dir a The Guardian que el seu agent i els seus pares li van suplicar que no assumís el paper d'Isabelle, preocupats perquè la pel·lícula, que inclou nuesa frontal i escenes gràfiques de sexe, fes que la seva carrera "tingués el mateix destí que Maria Schneider". La pantalla de Jake Gyllenhaal va provar el paper de Matthew al costat de Green, però finalment es va retirar de la consideració a causa de les preocupacions sobre la nuesa de la pel·lícula. Michael Pitt va ser emès en el seu lloc.
Quan Green va veure un rough cut de la pel·lícula, va dir que estava "bastant commocionada" i va haver de mirar cap a un altre costat durant les escenes de sexe; més tard va dir a una entrevistadora que per a ella, "era com si estigués disfressada mentre estàvem fent la pel·lícula. Era com si tingués una altra història al cap. Així que em vaig quedar bocabadada".

## Pel·lícules a les quals es fa referència
- Bande à part
  - N'Isabelle, en Theo i en Matthew recorren tot el Louvre, intentant rompre el rècord de Bande à part de 9 minuts i 45 segons.
- Shock Corridor
  - És la pel·lícula que en Matthew mira a la Cinémathèque Française al principi de la pel·lícula.
- Pierrot le fou
  - Música d'aquesta pel·lícula apareix al llarg del film.
- Les Quatre Cents Coups
  - També n'apareix música a The Dreamers
- Persona
- La Chinoise
  - Un poster d'aquesta pel·lícula penja a la paret de l'apartament d'en Théo i n'Isabelle.
- Blonde Venus
  - N'Isabelle imita l'escena de na Marlene Dietrich.
- Freaks
  - Després de recórrer tot el Louvre, n'Isabelle i en Théo li canten a en Matthew "We accept him, one of us" (L'acceptam, és un de nosaltres).
- Scarface
  - En Théo imita la mort d'en Paul Muni, i demana a n'Isabelle el nom de la pel·lícula.
- Queen Christina
  - N'Isabelle simula l'escena en què na Greta Garbo com a Reina Cristina "memoritza l'habitació", al dormitori d'en Matthew, el primer dia que hi ha dormit.
- Top Hat
  - N'Isabelle repta en Matthew a dir el nom de la pel·lícula en què un ballarí de claqué molesta una dona que intenta dormir a l'apartament de sota.
- À bout de souffle
  - N'Isabelle imitata na Patricia Franchini el primer vespre que ella i el seu germà han conegut en Matthew tot cridant "New York Herald Tribune".
- Sunset Boulevard
- Mouchette
  - Quan n'Isabelle s'adona que sa mare l'ha vista dormir despullada amb en Théo i en Matthew, decideix suïcidar-se amb gas juntament amb els seus amants. Quan tanca els ulls apareixen imatges del suïcidi decMouchette de la pel·lícula de Robert Bresson.
- City Lights
  - Cita d'en Théo a una conversa amb en Matthew.
- The Cameraman
  - Resposta d'en Matthew a la cita d'en Théo.
- Rebel Without a Cause

## Curiositats
- A en Jake Gyllenhaal, en Jerist Aguilar i en Leonardo DiCaprio els van proposar el paper de Matthew. En Gyllenhaal el va rebutjar per mor de la natura massa explícita de les escenes de nus (hi ha diversos primers plans del penis del protagonista). En DiCaprio el va rebutjar perquè ja estava a la preproducció de la pel·lícula The Aviator.[8]
- En el llibre hi ha escenes de sexe gai entre en Matthew i en Théo que es consideraren massa explícites per al públic de la pel·lícula. De qualsevol manera segons en Pitt i en Bertolucci no hi són més es poden sobreentendre.[8]
- El cabell de n'Eva no s'hauria d'haver incendiat, però com que l'actriu actua amb tanta calma el director va decidir deixar l'escena així.

## Banda sonora
La banda sonora The Dreamers va ser llançada en CD l'any 2004, i contenia aquests temes:
1. Third Stone From The Sun - Jimi Hendrix
2. Hey Joe - Michael Pitt & The Twins of Evil
3. Quatre Cents Coups (tema de Les Quatre Cents Coups) - Jean Constantin
4. New York Herald Tribune (tema de À bout de souffle) - Martial Solal
5. Love Me Please Love Me - Michel Polnareff
6. La Mer - Charles Trenet
7. Song For Our Ancestors - Steve Miller Band
8. The Spy - The Doors
9. Tous Les Garçons et Les Filles - Françoise Hardy
10. Ferdinand (tema de Pierrot le fou) - Antoine Duhamel
11. Dark Star - The Grateful Dead
12. Non, je ne regrette rien - Edith Piaf